# Stegnaster
Stegnaster is een geslacht van zeesterren uit de familie Asterinidae.

## Soorten
- Stegnaster inflatus (Hutton, 1872)
- Stegnaster wesseli (Perrier, 1875)